# Билибински район
Билибински район (на руски: Билибинский район) е административна единица и общински район в Чукотския автономен окръг, Русия. Административен център на района е град Билибино. Площта на района възлиза на 174 652 km², а населението наброява 7825 души през 2015 г.

## Населени места
| Населено място  | Население |
| --------------- | --------- |
| град Билибино   | 5592      |
| село Омолон     | 822       |
| село Анюйск     | 457       |
| село Островное  | 385       |
| село Кепервеем  | 296       |
| село Илирней    | 273       |
| Бивши селища    |           |
| сгт Алирскерово | 0         |
| сгт Дални       | 0         |
| сгт Встречни    | 0         |
| пос. Весенни    | 0         |

## Население
| 2002 | 2009 | 2010 | 2012 | 2013 | 2014 | 2015 |
| ---- | ---- | ---- | ---- | ---- | ---- | ---- |
| 8820 | 7922 | 7866 | 7801 | 7738 | 7855 | 7825 |

### Етнически състав
Мнозинството от населението е представено от руснаци. Те обаче са съсредоточени в градските селища. В селата живеят най-вече коренни народи, основно чукчи и евени. Има и малки популации юкагири и якути.

## Икономика
Основната част от икономиката е изградена от рудодобива (злато) и производството на електроенергия от Билибинската АЕЦ, която е и най-северната АЕЦ в света. Развито е и селското стопанство, в частност – еленовъдство и риболов.